# Eton College
El Colegio del Rey de Nuestra Señora de Eton (en inglés: King's College of Our Lady of Eton), conocido comúnmente como Eton College o sólo Eton, es un colegio y residencia de estudiantes varones.
Está situado en Eton, Berkshire, en Inglaterra, cerca de Windsor, a 1,8 km al norte del Castillo de Windsor, aunque geográficamente, Slough es la ciudad más cercana (aproximadamente 4,1 km de Windsor en comparación con 1,4 km a Slough). La escuela es miembro de la conferencia de los directores y del grupo de Eton de escuelas independientes en el Reino Unido, con una muy larga lista de alumnos conocidos, incluyendo veinte primeros ministros británicos, príncipes, académicos, escritores, diplomáticos y héroes militares.

## Descripción
El Colegio de Eton cuenta aproximadamente con 1250 alumnos entre las edades de 13 y 18 años (unos 250 en cada año), todos los cuales son huéspedes, a un coste de cerca de 23 688 £ al año. Un número pequeño de los alumnos —aproximadamente 14 cada año— asiste a Eton con becas proporcionadas por el legado original y concedidas por examen cada año; se conocen como King's Scholars (es decir: "Becados del Rey" en idioma inglés), y viven en el mismo colegio, pagando el 75% de los honorarios completos, los otros alumnos, hasta un tercio, recibe alguna beca. Lo de "Estudiantes del Rey" deriva del hecho que la escuela fue fundada por el Rey Enrique VI de Inglaterra en 1440 y por lo tanto le fue concedida favor real. La escuela original albergaba solamente  14 estudiantes  cada año, sumando solamente setenta estudiantes, todos ellos educados a cargo del rey.

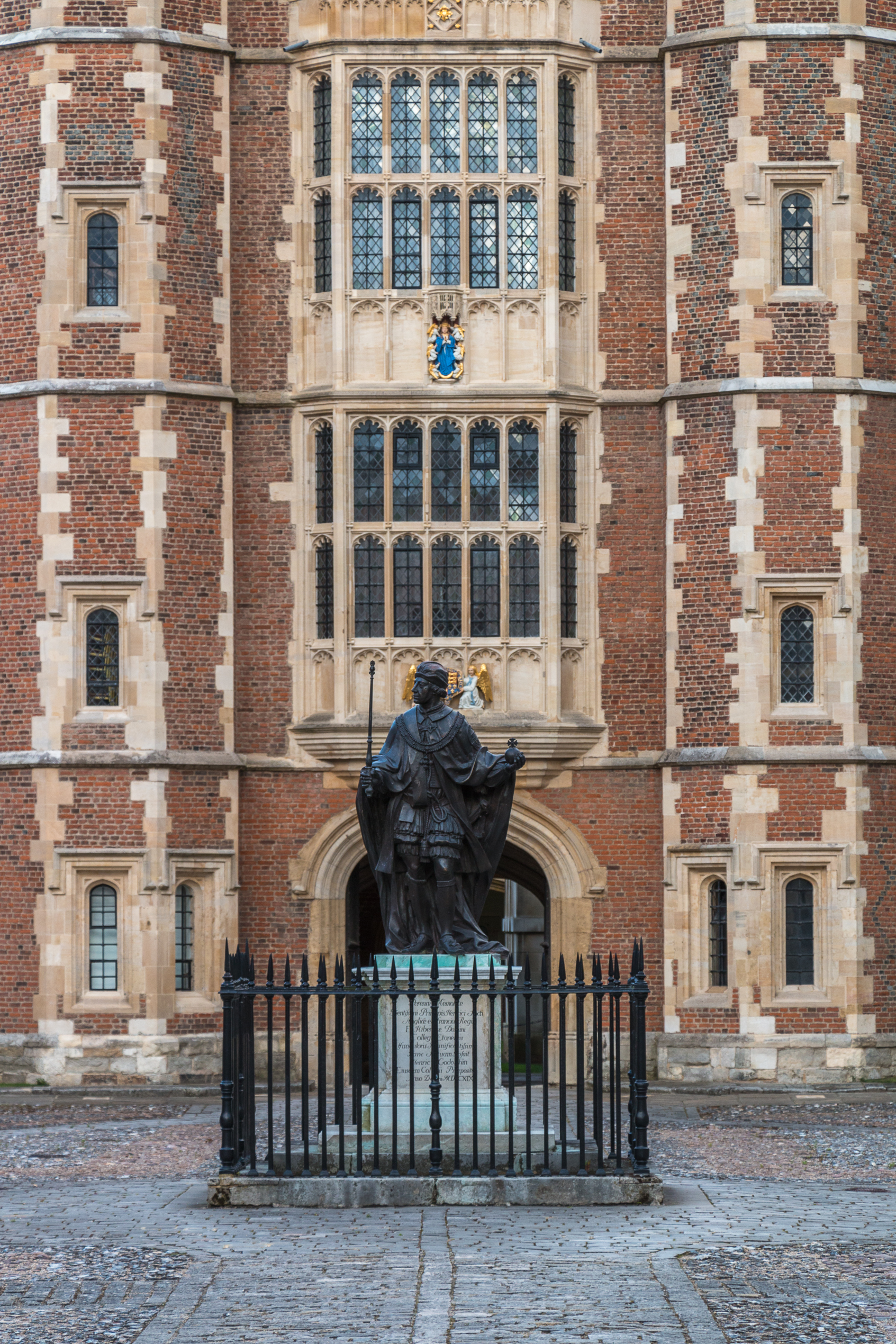
Estatua del rey Enrique VI de Inglaterra en el patio del Colegio Eton.

A medida que la escuela crecía, a más estudiantes les fue permitido asistir con tal de que  pagaran sus propios honorarios y vivieran fuera de los edificios originales del colegio en el pueblo. Estos estudiantes eran conocidos como Oppidans, de la palabra latina oppidum, que significa los que vivían en el pueblo, no en el colegio. Las casas construidas con el tiempo acogieron a los Oppidans de una manera más agradable. La mayoría de los alumnos pasa  gran parte del tiempo en sus casas, fuera de las clases. Cada casa se denomina a partir de las iniciales o del apellido del 'Amo de Casa', el profesor que vive en casa y supervisa a los alumnos.

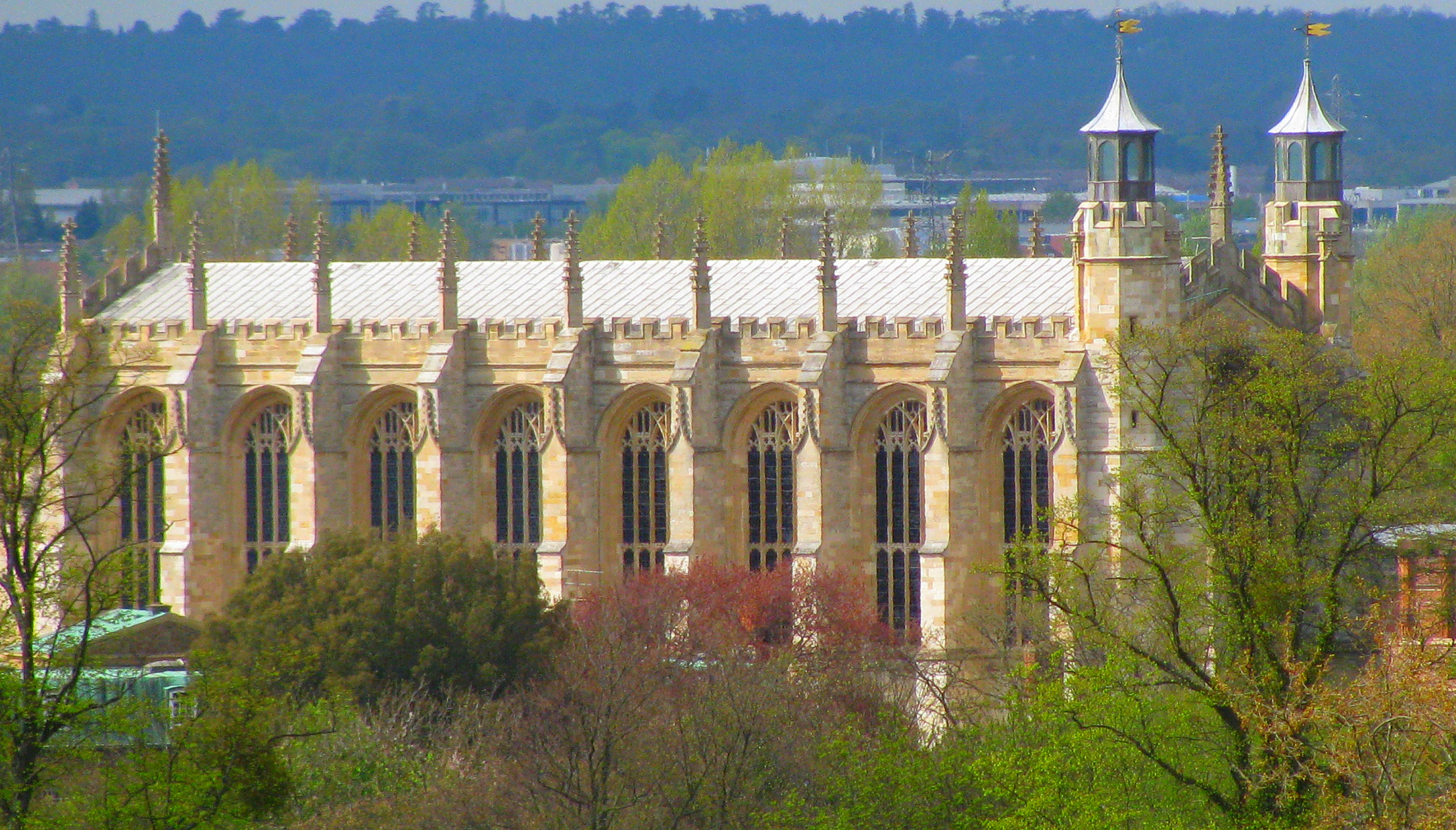
Capilla del Colegio Eton.

La escuela es famosa por sus egresados (conocidos en inglés como Old Etonians) y las tradiciones que mantiene, incluyendo el emblemático chaqué negro y el chaleco, el cuello postizo y pantalones rayados. Todos los estudiantes visten corbata blanca. Su estatus, a menudo, es indicado por variaciones en el color del chaleco, de los pantalones o de los botones del chaleco. Un grupo selecto de alumnos de sexto año de la escuela lleva botones de plata en el chaleco, mientras que a los de la Sociedad de Eton (conocidos como Pop) se les permite llevar chalecos de cualquier color o  diseño que deseen, con los pantalones grises de Spongebag. Se requiere que los estudiantes del Rey también lleven una capa negra encima de sus fracs.
Hay una tradición que dice que el primer uniforme, inicialmente fue usado al estar de luto para la muerte de Jorge III, y se lleva todavía hoy en  clases, designando las «divisiones» o los divs, lo cual no es verdad. Se requiere que los miembros del cuerpo docente (conocidos como Beaks) también vistan  una forma especial de vestirse para enseñar. Otras idiosincrasias incluyen el Eton Field Game y el Eton Wall Game, y los restos de un argot único de Eton para casi todo lo relacionado con la escuela.